# Friends もののけ島のナキ
『friends もののけ島のナキ』（フレンズ もののけじまのナキ、英題：Friends: Naki on Monster Island）は、2011年12月17日に東宝系で公開された映画。原案は浜田廣介の『泣いた赤鬼』。3DフルCG映画である。また、3D/2D同時公開。

## 概要
浜田廣介の児童文学『泣いた赤おに』を元にアレンジしたファミリーファンタジー映画。監督は『ALWAYS 三丁目の夕日』の山崎貴で3DCGアニメは初挑戦になる。
本作品には、以下のように様々な画期的な技術を導入して、よりリアリティと臨場感のある作品に仕上げている。
- 日本の多くのアニメーションでは完成した動画に声優が声を吹き込み（アテレコ）できあがる。しかしながら本作品は、逆に最初に声優の台詞を収録。アドリブも含め、その口の動きを分析して登場キャラクターに反映させている。
- また大きな体の動きは、声優とは別に実際にスタントマンの模範演技を撮影し、声優と同様に分析して円滑な動きにするように設定されている。
- 「フルCG」のアニメーションではあるが、一部の背景には実物のジオラマを合成している。

キャッチコピーは「どこまでも、きみのともだち」「霧に隠された海の向こうには、不思議なもののけの棲む島があった――。」。
全国334スクリーンで公開され、2011年12月17、18日の初日2日間で興収1億4,223万7,830円、動員10万3,886人になり映画観客動員ランキング（興行通信社調べ）で初登場第4位となった。ぴあ初日満足度ランキング（ぴあ映画生活調べ）でも第2位で、この映画を観て泣きましたかとのアンケートでは74.5%が泣いたとの回答が寄せられるほどの好評価されている。

## あらすじ
もののけ島に一人の人間の赤ん坊「コタケ」が迷い込んでしまう。赤鬼のナキと青鬼のグンジョーは、コタケの面倒を見ることに。最初はケンカしてばかりだったナキとコタケだったが、かけがえのない友達になっていく。しかし、母親が恋しかろうと察して、もののけの掟を破ってコタケをそっと人間の村に送り届ける。しかし、また会いたくなり、人間の村へ訪れるのだが、人間ともののけは相いれない間柄であった。

## 登場人物

### もののけ
200年前に人間に追われ、もののけ島にひっそりと住んでいる。主として島に自生するキノコを食べている。寿命は長く、当時の生き残りも居るが、総数は数えるほどに減っている。しかも、多くは戦闘能力もないもののけで、人間が襲ってきたら勝ち目はないと恐れている。だから、人間たちにそのことを知られないように、迷い込んだ人間を返してはならないという掟がある。
ナキ
声 - 香取慎吾、加藤清史郎（子供時代）
本作の主人公。赤鬼。名前の由来は、子供の頃は泣き虫だったから。200年前に人間に母親を殺され、大の人間嫌い。そのため心を閉ざしてしまい、周囲に乱暴を振るったため、他のもののけからも嫌われているがグンジョーの計らいで島にいさせてもらっている。
キノコを採りに来た兄とはぐれたコタケとの出会いで心が開き、友情を育む。足に力を入れることでどこでもジャンプできる能力を持っている。
粗暴に見えるが本来は優しい性格。
グンジョー
声 - 山寺宏一
青鬼。200年前に人間に追われたときに母親と生き別れ、生死不明。ナキとは古くからの付き合いでコンビネーションも良く仲もいい。お調子者で悪知恵があり、他のもののけとの付き合いもよい。透明になることができる。あるもののけから母だと思われるもののけを見たという話を聞くもナキのことが気がかりになっている。
ゴーヤン
声 - 阿部サダヲ
ゴーヤもののけ。もののけ島のマスコットキャラクター。ナキの隣に住む。家を壊されたりするなど、不幸な目に遭っている。
ミッケ
声 - YOU
ネコもののけ。もののけ島のお姉さん。尻尾が2本あり、腕のように自在に動かすことができる。
かまさん
かまいたち+一反木綿。
カメッピ
一つ目亀小僧。
ゴッチー & クッチー
声 - 小岩井ことり
双子の五口鳥。
ネギ坊
ネギもののけ。
デブー
大サンショウウオ+竜。
鐘タコ
タコもののけ。
長老
声 - 大木民夫
なまずもののけ。
コロポ
コロポックル。
テテ と ソクソク
手長足長もののけ。上がおばさんのテテ、下がおじさんのソクソク。
ヤーネン
からす天狗+牛鬼。
ぬっぺ
ぬりかべ。
ボクー
夢見るバクもののけ。

### 人間
200年前にもののけを退治して「真ん中岩」の向こうに封印した。もののけ島にはいろいろなキノコが豊富にあると言われているが、決して行ってはならない。恐ろしいもののけが住んでいて、人間を食べると言い伝えられているからである。しかも、200年の間にもののけの数はかなり増えていると考えられている。
小竹（コタケ）
声 - 新堂結菜
人間の赤ん坊。もののけ島に迷い込んでしまい、ナキ達と仲良くなる。
竹市（たけいち）
声 - 庄子裕衣
コタケの兄。母の病気を治すキノコを採りに行こうとしてもののけ島に勝手に入ったため、ナキ達に追い払われ、コタケとはぐれてしまう。
明野（あけの）
声 - 湯屋敦子
コタケと竹市の母親。
大ばばさま
声 - 鈴木れい子
コタケたちの住む村の老婆。もののけのことには詳しい。
我助（がすけ） & 吉兵衛（きちべえ） & 兵馬（ひょうま）
声 - FROGMAN
もののけ退治の三人衆。

## スタッフ
- 原案 - 浜田廣介『泣いた赤おに』
- 監督 - 八木竜一、山崎貴
- 脚本 - 山崎貴
- 音楽 - 佐藤直紀
- 企画 - 川村元気
- 製作 - 市川南、亀井修、平城隆司、飯島三智、加太孝明、島村達雄、北川直樹、小林昭夫、佐藤慶太、喜多埜裕明
- プロデューサー - 沢辺伸政、上田めぐみ、守屋圭一郎、渋谷紀世子
- エグゼクティブプロデューサー - 阿部秀司、都築伸一郎、桑田潔
- COエグゼクティブプロデューサー - 大村信、山内章弘
- アソシエイトプロデューサー - 鈴木健幸、今川朋美
- CGスーパーバイザー - 鈴木健之
- アートディレクター - 勝又典子
- サウンドデザイン - 百瀬慶一
- S3Dスーパーバイザー - 迫田憲二
- 製作会社 -「friends」製作委員会（東宝、小学館、テレビ朝日、ジェイ・ドリーム、ROBOT、白組、ソニー・ミュージックエンタテインメント、博報堂DYメディアパートナーズ、タカラトミーアーツ、Yahoo! JAPAN、阿部秀司事務所）
- 配給 - 東宝

## 主題歌
- MISIA『Smile』[3]

チャールズ・チャップリンの曲をカバー。

## 受賞歴
- 第36回日本アカデミー賞 優秀アニメーション作品賞[4][5]
- VFX-JAPANアワード 2013 劇場アニメーション映画部門[6]

## 漫画版
別冊コロコロコミックSpecialに掲載。漫画は百丸。